# Edison Mafla
Edison Mafla (Florida (Colômbia), 19 de dezembro de 1973) é um ex-futebolista colombiano que atuava como meia.

## Carreira
Edison Mafla integrou a Seleção Colombiana de Futebol na Copa América de 1997.